# Liste der Monuments historiques in Ville-devant-Belrain
Die Liste der Monuments historiques in Ville-devant-Belrain führt die Monuments historiques in der französischen Gemeinde Ville-devant-Belrain auf.

## Liste der Objekte
| Bezeichnung                | Beschreibung                                                                                         | Standort                              | Kennzeichnung | Schutzstatus | Datum | Bild |
| -------------------------- | --- | ------------------------------------- | ------------- | ------------ | ----- | ---- |
| Epitaph für Nicolas Collot | Kalkstein, bezeichnet 1626                                                                           | in der Kirche St-Georges (Lage)       | PM55002534    | Inscrit      | 1995  |      |
| Grabdenkmal                | Kalkstein, 18. Jahrhundert                                                                           | außen an der Kirche St-Georges (Lage) | PM55002535    | Inscrit      | 1995  |      |
| Skulptur Madonna mit Kind  | Kalkstein, 16. Jahrhundert                                                                           | in der Kirche St-Georges (Lage)       | PM55002533    | Inscrit      | 2005  |      |
| Hauptaltar                 | Retabel, Tabernakel und vier Heiligenskulpturen; Holz, farbig gefasst und vergoldet, 18. Jahrhundert | in der Kirche St-Georges (Lage)       | PM55002536    | Inscrit      | 1994  |      |